# 1997 UH1
1997 UH1 är en asteroid i huvudbältet som upptäcktes den 21 oktober 1997 av de båda japanska astronomerna Takeshi Urata och Yoshisada Shimizu vid Nachi-Katsuura-observatoriet.
Asteroiden har en diameter på ungefär 4 kilometer och den tillhör asteroidgruppen Vesta.